# Here We Go
Here We Go ist das Debütalbum der Pop-Gruppe US5, das am 18. November 2005 weltweit veröffentlicht wurde. Es ist ihr erfolgreichster Longplayer und verkaufte sich mehr als 320.000-mal. In Österreich und in Polen wurde es mit Gold und in Deutschland mit drei goldenen Schallplatten ausgezeichnet. Alle Lieder des Albums wurden von Mike Michaels, Sammy Naja und Mark Dollar produziert. Ausnahme ist hierbei das Lied One of Us, für welches sich die ABBA-Bandmitglieder Benny Andersson und Björn Ulvaeus verantwortlich zeigten.

## Titellisten

### Standard-Version
Insgesamt gibt es drei verschiedene Versionen des Albums. Die Standard-CD enthält 13 Titel. Am selben Tag erschien auch eine Here We Go (New-Edition), welche fünf Bonusstücke, darunter eine Live-Version und die Single-Version des Liedes Come Back to Me Baby enthält. Eine Wiederveröffentlichung von Here We Go kam am 17. März 2006 auf den Markt. Dies ist die „Limited-Deluxe-Edition“, welche zwei Musikvideos (Mama und Just Because of You) sowie zwei Backstage-Videos enthält.
| #   | Titel                                                                                               | Dauer |
| --- | --------------------------------------------------------------------------------------------------- | ----- |
| 1.  | Last to Know Mike Michaels, MM Dollar, Sammy Naja, TK-Roxx, Dashiel Andrews                         | 4:17  |
| 2.  | Just Because of You (Single-Version) Mike Michaels, MM Dollar, Sammy Naja, TK-Roxx, Dashiel Andrews | 3:34  |
| 3.  | Here We Go Obi, Lars H. Jensen, Johannes R. Joergensen, Derek McDonald                              | 3:14  |
| 4.  | Jesus Mike Michaels, MM Dollar, Sammy Naja, TK-Roxx, Dashiel Andrews, Jazalou                       | 3:48  |
| 5.  | Señorita Mike Michaels, MM Dollar, Sammy Naja, TK-Roxx, Dashiel Andrews                             | 3:24  |
| 6.  | Maria (Single-Version) Mike Michaels, MM Dollar, Sammy Naja, TK-Roxx, Dashiel Andrews               | 3:42  |
| 7.  | I Can’t Sleep Mike Michaels, MM Dollar, Sammy Naja, TK-Roxx, Dashiel Andrews, Jazalou, Lockefella   | 4:05  |
| 8.  | Spell on Me Mike Michaels, MM Dollar, Sammy Naja, TK-Roxx                                           | 3:48  |
| 9.  | Your Love Mike Michaels, MM Dollar, Sammy Naja, TK-Roxx, Dashiel Andrews                            | 4:33  |
| 10. | The Day You Cried Mike Michaels, MM Dollar, Sammy Naja, TK-Roxx, Dashiel Andrews                    | 3:53  |
| 11. | Let It Go Mike Michaels, MM Dollar, Sammy Naja, TK-Roxx, Jazalou                                    | 3:19  |
| 12. | Say La, La, La, La Mike Michaels, MM Dollar, Sammy Naja, TK-Roxx, Dashiel Andrews                   | 4:15  |
| 13. | One of Us Andersson, Benny, Ulvaeus, Björn                                                          | 3:49  |

### New-Edition
Die New-Edition trägt dieselbe Titelliste, wie die Standardversion. Hinzu kommt das Lied Come Back to Me Baby, welches auch als Single veröffentlicht wurde; der neu produzierte Song Best Friends und ein Remix des Liedes Mama. Zudem gibt es das Bonusstück The Day You Cried und eine Liveversion des Titels Come Back to Me Baby.
| #   | Titel                                                                               | Dauer |
| --- | ----------------------------------------------------------------------------------- | ----- |
| 14. | Come Back to Me Baby (Single-Version) Mike Michaels, MM Dollar, Sammy Naja, TK-Roxx | 3:54  |
| 15. | Best Friends Mike Michaels, Mark Dollar, Sammy Naja, TK-Roxx                        | 4:29  |
| 16. | Mama (Remix) Mike Michaels, MM Dollar, Sammy Naja, Dashiel Andrews                  | 3:26  |
| 17. | The Day You Cried Mike Michaels, MM Dollar, Sammy Naja, TK-Roxx, Dashiel Andrews    | 3:33  |
| 18. | Come Back to Me Baby (Live-Version) Dashiel Andrews                                 | 3:43  |

### Limited-Deluxe-Edition
Die Limited-Deluxe-Edition besteht aus einer CD und einer DVD. Die Titelliste hierbei ist die gleiche, wie die der Standard-CD. Auf der DVD befinden sich die folgenden Musikvideos und PC-Extras.
| #  | Titel                        | Dauer |
| -- | ---------------------------- | ----- |
| 1. | Maria (Video)                | 3:42  |
| 2. | Just Because of You (Video)  | 3:34  |
| 3. | Backstage Bonus Video Part 1 |       |
| 4. | Backstage Bonus Video Part 2 |       |

## Singleauskopplungen

### Maria
Als erste Single der Band erschien der Titel Maria am 8. März 2005 Das Lied erreichte in Deutschland Rang eins der Charts und hielt sich insgesamt 22 Wochen dort. In Österreich belegte das Lied Platz vier und stieg hier nach 28 Wochen aus den Charts heraus. In der Schweiz konnte sich die Debütsingle auf Platz acht wiederfinden. Dort war das Stück ebenfalls 22 Wochen in der Chartwertung. Auch im Vereinigten Königreich belegte der Titel Position 38 für zwei Wochen. Maria ist zudem die einzige Singleveröffentlichung von US5, die Platz eins erreichte. Die Regie beim Dreh des Musikvideos führte Oliver Sommer; seine Assistentin war Nora Naatz. Die ausführende Produktionsfirma war AVA Studios GmbH. Gedreht wurde der Clip im Mai und Juni 2005 in den Universal Studios in Florida.

### Just Because of You
Die zweite und letzte Single des Albums war Just Because of You, welche am 3. Juni 2005 erschien. Das Lied belegte Platz drei in Deutschland und war hier 17 Wochen in der offiziellen Chartwertung vertreten. Auch in Österreich belegte sie Rang drei, hier für 18 Wochen. In der Schweiz konnte sich das Lied auf Position acht behaupten und war auch hier 17 Wochen in den Singlecharts. Im Vereinigten Königreich konnte sich die zweite Single anders als die Debütsingle nicht in den Charts platzieren. Das Video zum Song wurde im September 2005 in Rumänien und in Bukarest gedreht. Auch hier war Oliver Sommer der Regisseur.

### Come Back to Me Baby
Come Back to Me Baby war die erste Single aus der „New-Edition“ von Here We Go. Sie erschien am 10. Februar 2006 im deutschsprachigen Raum und belegte in Deutschland Rang drei für insgesamt drei Monate. In Österreich und auch in der Schweiz kam das Stück auf Platz vier für jeweils 13 Wochen. Das Video zum Song war der erste, der in Deutschland gedreht wurde. US5 standen hierfür im Dezember 2005 in Potsdam vor der Kamera. Wie auch bei Maria und Just Because of You war Oliver Sommer der Regisseur. Mit einer Länge von vier Minuten und 43 Sekunden ist dieses Video das längste der Band, welches je produziert wurde.

### Mama
Die letzte Singleauskopplung aus der „New-Edition“ war Mama am 5. Mai 2006. Das Lied erreichte Platz vier in Deutschland und hielt sich dort neun Wochen. In Österreich stieg die Single auf Position sechs der Charts ein und war hier acht Wochen vertreten. In der Schweiz gelangte das Stück bis auf Platz 18 und hielt sich dort, genau wie in Deutschland, neun Wochen in den Verkaufscharts. Der Clip zu Mama wurde am 8. April 2006 in Berlin gedreht, und war somit das zweite, das in Deutschland entstand. Oliver Sommer war auch hier der Regisseur.

## Kommerzieller Erfolg

### Chartplatzierungen
Zudem erreichte das Album Platz 19 in Polen und hielt sich dort neun Wochen.
| ChartsChartplatzierungen | Höchstplatzierung | Wochen |
| ------------------------ | ----------------- | ------ |
| Deutschland (GfK)        | 5 (43 Wo.)        | 43     |
| Österreich (Ö3)          | 7 (21 Wo.)        | 21     |
| Schweiz (IFPI)           | 23 (21 Wo.)       | 21     |

| ChartsJahrescharts (2006) | Platzierung |
| ------------------------- | ----------- |
| Deutschland (GfK)         | 19          |
| Österreich (Ö3)           | 51          |

### Auszeichnungen für Musikverkäufe
| Land/Region        | Auszeichnungen für Musikverkäufe (Land/Region, Auszeichnung, Verkäufe) | Verkäufe |
| ------------------ | ---------------------------------------------------------------------- | -------- |
| Deutschland (BVMI) | 3× Gold                                                                | 300.000  |
| Österreich (IFPI)  | Gold                                                                   | 25.000   |
| Insgesamt          | 2× Gold · 1× Platin ·                                                  | 325.000  |